# Crotalaria argyrolobioides
Crotalaria argyrolobioides är en ärtväxtart som beskrevs av John Gilbert Baker. Crotalaria argyrolobioides ingår i släktet sunnhampor, och familjen ärtväxter. Inga underarter finns listade i Catalogue of Life.